# Lycée Louis-Massignon (Abu Dhabi)
Pour les articles homonymes, voir Lycée Louis-Massignon.
Le lycée Louis-Massignon est l'un de deux établissements français d'Abou Dabi, aux Émirats arabes unis - l'autre étant le lycée Théodore-Monod. Il a été créé en 1972 sous le nom d'École des Sociétés Françaises et est né d'une initiative de la Société des Pétroles. En 1982, l'école a été rebaptisée en l'honneur de Louis Massignon, un érudit français de l'islam. Depuis 1992, le lycée est géré par l'Agence pour l'Enseignement Français à l'Étranger du ministère français des Affaires étrangères.
La structure et le programme de l'école sont basés sur le système éducatif français. Le lycée comprend les classes allant de la toute petite section à la terminale. En 2025, l'école a obtenu la note « Very Good » de l'ADEK. Elle compte actuellement 1 770 étudiants de 40 pays différents et affiche un taux de réussite au baccalauréat de 100 %.

## Histoire
L'école a initialement été créée en 1972. Son emplacement initial était une résidence sur la Corniche de la capitale. Sheikh Zayed bin Sultan Al Nahyan avait fait don du terrain pour le premier emplacement. Jean-Claude Guisset, l'ambassadeur de France aux Émirats arabes unis, a facilité un échange de terrain qui a permis la construction du nouveau campus (actuel, qui a ouvert ses portes en 1980.

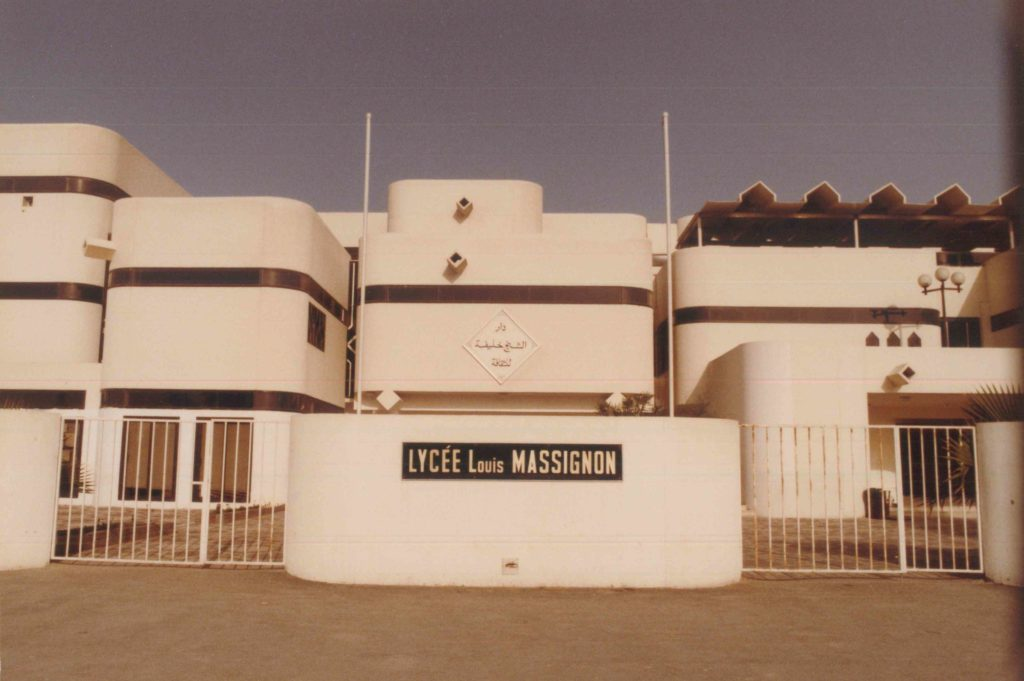
Portail d'entrée de l'école, vers 1985.

En 2019, une extension de 300 000 mètres carrés a été construite. pour les classes maternelles et le CP.

## Programme scolaire
L'enseignement est presque entièrement en français. La littérature, la philosophie, l'histoire-géographie, l'EPS, les sciences et les mathématiques sont toutes enseignées en langue française. Idem pour les enseignements de spécialités offerts : les mathématiques, la physique-chimie, les SVT, le NSI, l'HGGSP, les SES, les HLP et les LLCE anglais.

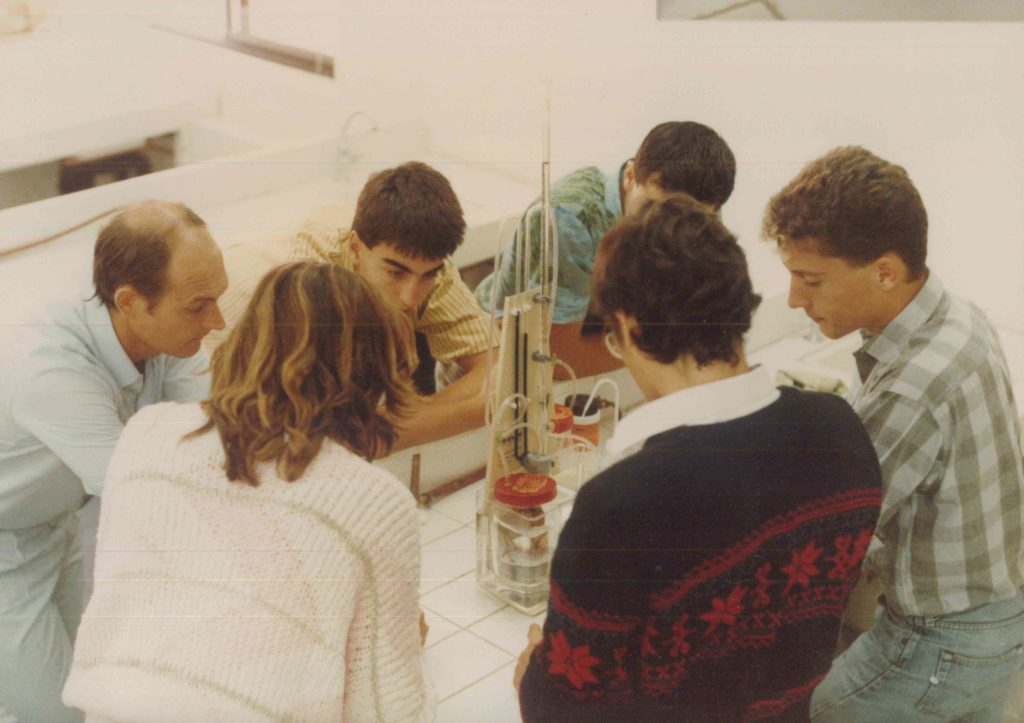
Cours de chimie pour les élèves du secondaire du Lycée Louis Massignon

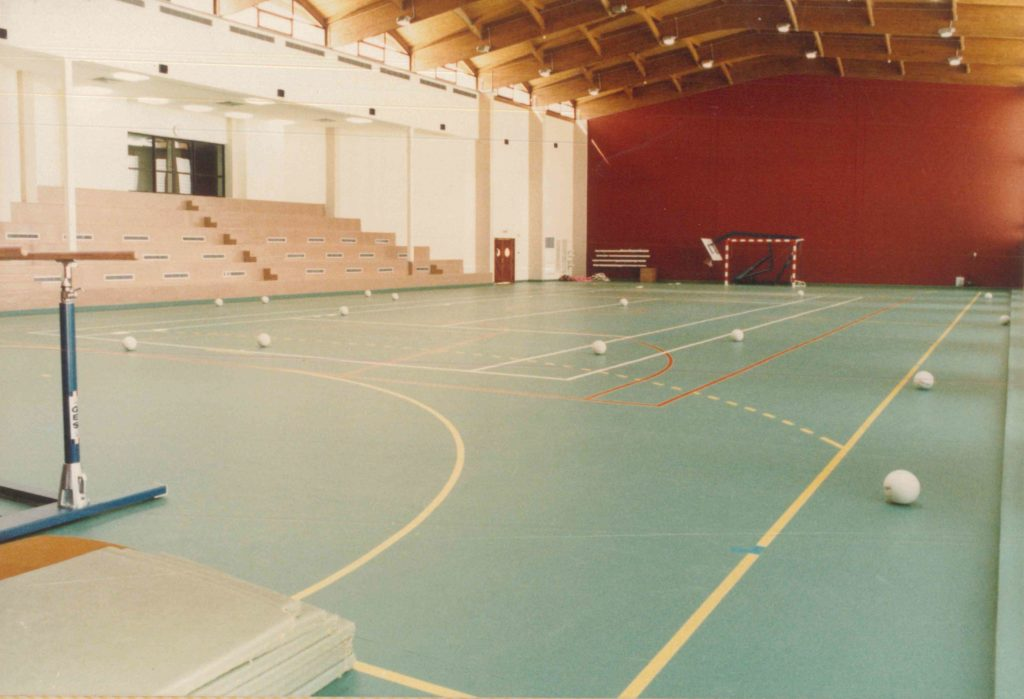
Gymnase du Lycée Louis Massignon, vers 1985.

L'ADEK impose 3 heures de cours de langue arabe par semaine (les élèves non-arabes du secondaire sont exemptés). L'anglais est enseigné en LVA au niveau B2 à tous les étudiants. L'école propose également une Section Internationale Britannique, menant au Baccalauréat français international. Des cours d'espagnol, d'allemand et de russe sont également proposés en LVB et en LVC à partir de la cinquième.